# Wielersport op de Olympische Zomerspelen 1960

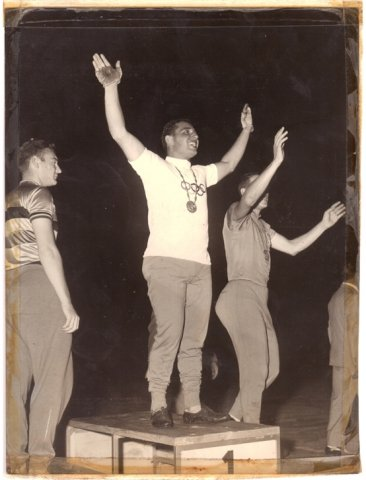
Huldiging met gouden medaille voor Sante Gaiardoni op de Olympische Zomerspelen 1960

De wielersport is een van de sporten die beoefend werden tijdens de Olympische Zomerspelen 1960 in Rome.

## Heren

### baan

#### tijdrit, 1000 m
| rang   | sporter(s)           | land | tijd       |
| ------ | -------------------- | ---- | ---------- |
| Goud   | Sante Gaiardoni      | ITA  | WR 1:07.27 |
| Zilver | Dieter Gieseler      | EUA  | 1:08.75    |
| Brons  | Rotislav Vargasjkin  | URS  | 1:08.86    |
| 4      | Piet van der Touw    | NED  | 1:09.20    |
| 5      | Ian Chapman          | AUS  | 1:09.55    |
| 6      | Anesio Argenton      | BRA  | 1:09.96    |
| 7      | Jean-Desiré Govaerts | BEL  | 1:10.23    |
| 8      | Josef Helbling       | SUI  | 1:10.42    |

#### sprint, 1000 m
| rang   | sporter(s)           | land | tijd      |
| ------ | -------------------- | ---- | --------- |
| Goud   | Sante Gaiardoni      | ITA  | 11.1 11.5 |
| Zilver | Leo Sterckx          | BEL  |           |
| Brons  | Valentino Gasparella | ITA  | 12.2 12.0 |
| 4      | Ronald Baensch       | AUS  |           |
| 5      | Anesio Argenton      | BRA  |           |
| 5      | Lloyd Binch          | GBR  |           |
| 5      | Antoine Pellegrina   | FRA  |           |
| 5      | August Rieke         | EUA  |           |

#### tandem, 2000 m
| rang   | sporter(s)                          | land | tijd      |
| ------ | ----------------------------------- | ---- | --------- |
| Goud   | Giuseppe Beghetto Sergio Bianchetto | ITA  | 10.7 10.8 |
| Zilver | Jürgen Simon Lothar Stäber          | EUA  |           |
| Brons  | Vladimir Leonov Boris Vassiljev     | URS  |           |
| 4      | Rinus Paul Mees Gerritsen           | NED  | DNS       |
| 5      | Juraj Miklušica Dušan Škvarenina    | TCH  |           |
| 5      | Roland Surrugue Michel Scob         | FRA  |           |
| 5      | David Handley Eric Thompson         | GBR  |           |
| 5      | Jack Hartman David Sharp            | USA  |           |

#### ploegachtervolging, 4000 m
| rang   | sporter(s)                                                        | land | tijd    |
| ------ | ----------------------------------------------------------------- | ---- | ------- |
| Goud   | Marino Vigna Luigi Arienti Franco Testa Mario Vallotto            | ITA  | 4:30.90 |
| Zilver | Siegfried Köhler Bernd Barleben Peter Gröning Manfred Klieme      | EUA  | 4:35.78 |
| Brons  | Viktor Romanov Arnold Belgardt Leonid Koloembet Stanislav Moskvin | URS  | 4:34.05 |
| 4      | Marcel Delattre Jacques Suire Guy Claud Michel Nedelec            | FRA  | 4:35.72 |
| 5      | Alberto Trillo Ernesto Contreras Héctor Acosta Juan Brotto        | ARG  |         |
| 5      | Slavoy Černý Ferdinand Duchoň Jan Chlístovský Josel Volf          | TCH  |         |
| 5      | John Lundgren Leif Larsen Jens Sørensen Kurt Vid Stein            | DEN  |         |
| 5      | Jaap Oudkerk Theo Nikkessen Henk Nijdam Piet van der Lans         | NED  |         |

### weg

#### individueel
Afstand: 175.38 km
| rang   | sporter(s)           | land | tijd    |
| ------ | -------------------- | ---- | ------- |
| Goud   | Viktor Kapitonov     | URS  | 4:20:37 |
| Zilver | Livio Trapè          | ITA  | 4:20:37 |
| Brons  | Willy Vanden Berghen | BEL  | 4:20:57 |
| 4      | Joeri Melikhov       | URS  | 4:20:57 |
| 5      | Ion Cosma            | ROU  | 4:20:57 |
| 6      | Stanisław Gazda      | POL  | 4:20:57 |
| 7      | Benoni Beheyt        | BEL  | 4:20:57 |
| 8      | Janez Žirovnik       | YUG  | 4:20:57 |

#### ploegentijdrit
Afstand: 100 km
| rang   | sporter(s)                                                                         | land | tijd       |
| ------ | ---------------------------------------------------------------------------------- | ---- | ---------- |
| Goud   | Livio Trapè Antonio Bailetti Ottavio Cogliati Giacomo Fornoni                      | ITA  | 2:14:33.53 |
| Zilver | Gustav-Adolf Schur Egon Adler Erich Hagen Günter Lörke                             | EUA  | 2:16:56.31 |
| Brons  | Aleksej Petrov Viktor Kapitonov Jevgeni Klevtsov Joeri Melikhov                    | URS  | 2:18:41:67 |
| 4      | Jan Hugens René Lotz Ab Sluis Lex van Kreuningen                                   | NED  | 2:19:15.71 |
| 5      | Owe Adamson Gunnar Göransson Oswald Johansson Gösta Pettersson                     | SWE  | 2:19:36.37 |
| 6      | Ion Cosma Gabriel Moiceanu Aurel Şelaru Ludovic Zanoni                             | ROU  | 2:20:18.91 |
| 7      | Henri Duez François Hamon Roland Lacombe Jacques Simon                             | FRA  | 2:20:36.38 |
| 8      | Ignacio Astigarraga Uriarte Juan Sánchez Camero José Momene Campo Ramon Sáez Marzo | ESP  | 2:21:34:59 |

## Medaillespiegel
| rang   | land               | goud | zilver | brons | totaal |
| ------ | ------------------ | ---- | ------ | ----- | ------ |
| 1      | Italië             | 5    | 1      | 1     | 7      |
| 2      | Sovjet-Unie        | 1    | 0      | 4     | 5      |
| 3      | Duits eenheidsteam | 0    | 4      | 0     | 4      |
| 4      | België             | 0    | 1      | 1     | 2      |
| totaal | totaal             | 6    | 6      | 6     | 18     |